# Josef Strauss
Pour les articles homonymes, voir Strauss.
Josef Strauss (en allemand : Josef Strauß), surnommé Pepi par ses proches, est un compositeur autrichien né à Vienne le 20 août 1827 et mort à Vienne le 22 juillet 1870. 
Fils de Johann Strauss I, frère de Johann Strauss II et d'Eduard Strauss, il travaille d'abord comme ingénieur et concepteur avant de rejoindre l'orchestre familial vers 1850.

## Vie
Son père le destine à une carrière dans l'armée autrichienne. Ses études ne le préparent pas à une carrière de compositeur.Il devient même architecte auprès du Conseil Municipal de Vienne et présente, en 1853, un projet de véhicule de nettoyage de rue. La même année, son frère aîné Johann tombe gravement malade, Josef le remplace.
Il épouse Caroline Pruckmayer, à Vienne, le 8 juin 1857 et leur fille, Karoline Anna, naît en 1858. De santé fragile, il s'évanouit en dirigeant son pot-pourri musical lors d'une tournée en Pologne et meurt peu après à Vienne. Le diagnostic final rapporte seulement une décomposition du sang qui a soulevé des rumeurs comme quoi il aurait été battu par des soldats russes éméchés, après avoir refusé de jouer pour eux. Mais sa veuve refusant toute autopsie, on n'en sut pas plus. Il repose au cimetière St. Marx (Sankt Marxer Friedhof) à Vienne.
Il a composé beaucoup de valses célèbres du répertoire classique dont Sphären-Klänge  (musique des sphères), Delirien (délires), Transaktionen (transactions), Mein Lebenslauf ist Lieb und Lust (mon curriculum vitæ est amour et joie) et Dorfschwalben aus Österreich (hirondelles des villages dAutriche), ainsi que des polkas dont la plus célèbre est la Pizzicato-Polka composée avec son frère Johann II.

## Œuvres notoires
- Die Ersten und Letzten (The First and the Last), valse op. 1 (1853)

- Die Ersten nach den Letzten (The First after the Last), valse op. 12 (1854)
- Die Guten, Alten Zeiten (Le bon vieux temps), valse op. 26 (1856)
- Perlen der Liebe (Perles d'Amour), concert-valse op. 39 (1857)
- Moulinet (Moulinet), polka-mazurka op. 57 (1858)
- Wiener Kinder (Les Enfants de Vienne), valse op. 61 (1858)
- Sympathie (Sympathie), polka-mazurka op. 73 (1859)
- Lustschwärmer (Joy Seeker), valse op. 91 (1860)
- Wiener Bonmots (Bon-mots de Vienne), valse op. 108 (1861)
- Winterlust (Winter Joy), polka op. 121 (1862)
- Auf Ferienreisen! (On a Holiday!), polka op. 133 (1863)
- Die Schwätzerin (The Gossip), polka-mazurka op. 144 (1863)
- Wiener Couplets (Couplets de Vienne), valse op. 150 (1863)
- Dorfschwalben aus Österreich (Village Swallows from Austria), valse op. 164 (1864)
- Frauenherz (Le cœur d'une femmet), polka-mazurka op. 166 (1864)
- Sport-Polka op. 170, polka(1864)
- Geheimne Anziehungskräfte (Dynamiden) (Mysterious Powers of Magnetism), valse op. 173 (1865)
- Stiefmütterchen (Pansies), polka-mazurka op. 183 (1865)
- Transaktionen (Transactions), valse op. 184 (1865)
- Die Marketenderin (The Camp Follower), polka op. 202 (1866)
- Die Libelle (La Libellule), polka-mazurka op. 204 (1866)
- Delirien (Delirium), valse op. 212 (1867)
- Sphären-Klänge (Musique des Sphères), op. 235 (1868)
- Eingesendet (Letters to the Editor), polka op. 240 (1868)
- Plappermäulchen (Chatterboxes), polka op. 245 (1868)
- Aquarellen (Aquarelles), valse op. 258 (1869)
- Eislauf (Ice-Skating), polka op. 261 (1869)
- Mein Lebenslauf Ist Lieb Und Lust! (My Character is Love and Joy), valse op. 263 (1869)
- Die Tanzende Muse (The Dancing Muse), polka-mazurka op. 266 (1869)
- Feuerfest! (Fire-Proof!), polka op. 269 (1869)[1].
- Ohne Sorgen! (Sans soucis !), polka op. 271 (1869)
- Nilfluthen (Niles Waters), valse op. 275 (1870)
- Jokey (Jockey), polka op. 278 (1870)
- Die Emancipierte (The Emancipated Woman), polka-mazurka op. 282 (1870)

## Œuvres collectives des frères Strauss
- Hinter den Coulissen quadrille (Behind the Scenes) (avec Johann Strauss II) (1859)
- Monstre quadrille (avec Johann Strauss II) (1861)
- Pizzicato-Polka (avec Johann Strauss II) (1869)
- Trifoilen valse (Trifles) (avec Johann II et Eduard Strauss) (1865)
- Schützen quadrille (Sharpshooter) (avec Johann II et Eduard Strauss) (1866)